# Annoire
Annoire är en kommun i departementet Jura i regionen Bourgogne-Franche-Comté i östra Frankrike. Kommunen ligger i kantonen Chemin som tillhör arrondissementet Dole. År 2022 hade Annoire 423 invånare.

## Befolkningsutveckling
Antalet invånare i kommunen Annoire
Referens:INSEE